# São Pedro do Iguaçu
São Pedro do Iguaçu là một đô thị thuộc bang Paraná, Brasil. Đô thị này có diện tích 308,328 km², dân số năm 2007 là 6633 người, mật độ 20,4 người/km².